# Stéphane Hablot
Pour les articles homonymes, voir Hablot.
Stéphane Hablot, né le 30 juin 1965, est un homme politique français. Membre du Parti socialiste, il est maire de Vandœuvre-lès-Nancy de 2008 à 2024, puis député de la deuxième circonscription de Meurthe-et-Moselle.

## Biographie
Professeur dans l'enseignement secondaire et technique, il adhère au Mouvement des jeunes socialistes en 1985, à l'âge de 20 ans. Remarqué par Pierre Rousselot, il est nommé adjoint à la jeunesse puis à la culture de la ville de Vandœuvre-lès-Nancy, commune dont il est élu maire en 2008 et réélu en 2014 et 2020 après la victoire de sa liste au premier tour. Il est également vice-président de la Métropole du Grand Nancy.
Une délibération du 21 novembre 2016 visant à faire de Marwan Barghouti, homme politique palestinien, citoyen d'honneur de la ville de Vandœuvre provoque une polémique. La préfecture de Meurthe-et-Moselle rappelle à l'ordre Stéphane Hablot, alors maire de la commune. Le tribunal administratif de Nancy annule la décision de la mairie le 4 juin 2018.
Lors des élections législatives de juillet 2024, il est élu député avec 45,17 % des voix dans la deuxième circonscription de Meurthe-et-Moselle, où il est opposé au second tour dans une triangulaire au député sortant Emmanuel Lacresse, candidat pour Ensemble (31,34 % des voix), et à Geneviève Maillot, candidate du RN (23,49 % des voix),,.
Conformement à la règle de non-cumul des mandats, il démissionne alors de son mandat de maire.
À l'Assemblée nationale, il siège au sein du groupe socialiste et à la commission des Affaires étrangères.

## Détail des fonctions et mandats
- 22 mars 2008 – 19 août 2024 : maire de Vandœuvre-lès-Nancy
- Depuis le 8 juillet 2024 : député de la 2e circonscription de Meurthe-et-Moselle